# Monte Antoroto
Il monte Antoroto è una vetta alpina delle Alpi Liguri di 2.144 m s.l.m.

## Caratteristiche

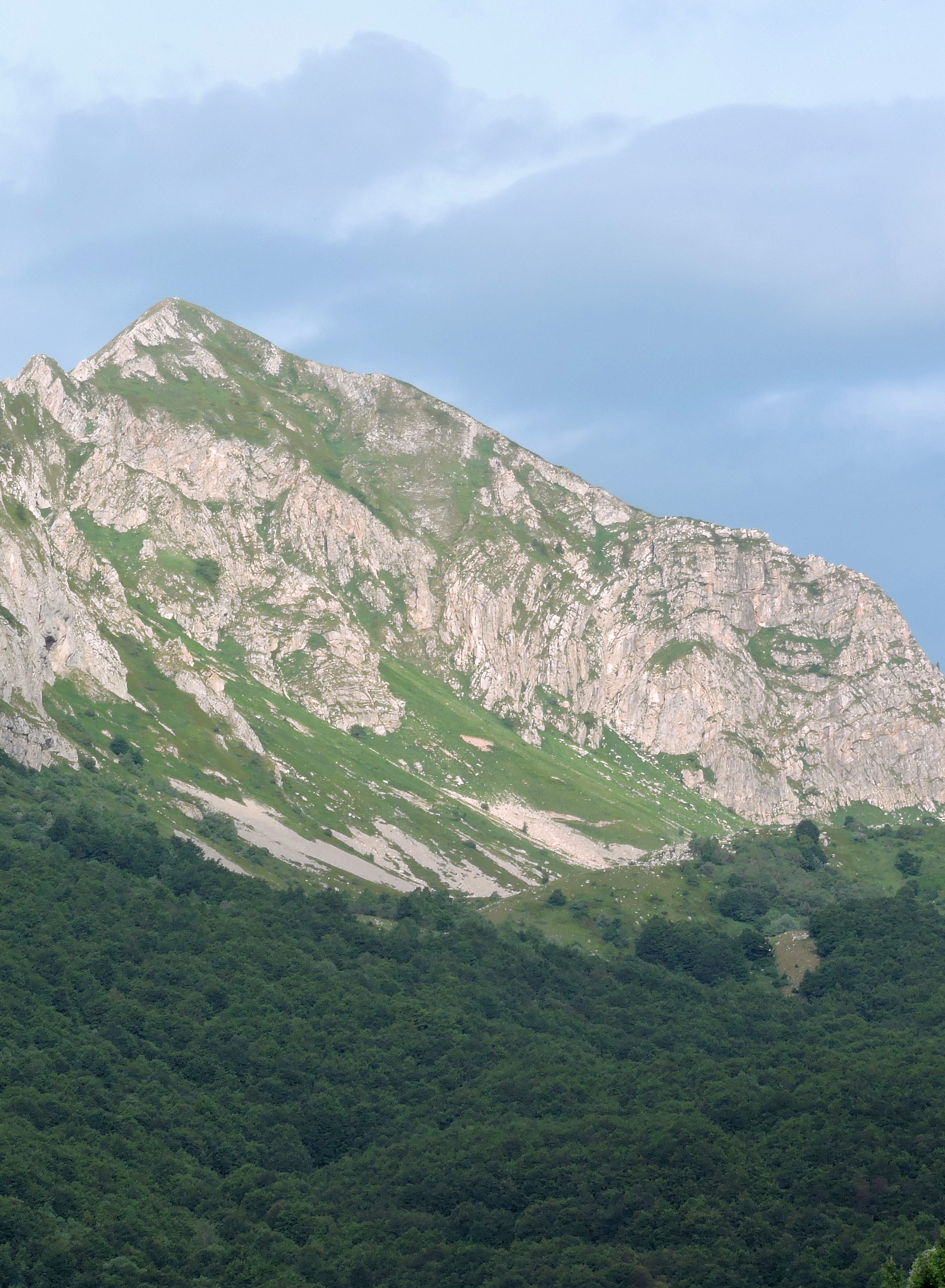
Vista da Valdinferno

La montagna si trova sullo spartiacque tra l'Alta Val Tanaro e la Val Casotto. La Colla Bassa (1.851 m) la separa verso est dal Monte Grosso, mentre ad ovest il crinale continua verso la Cima Ciuaiera (2.175 m) e la Colla dei Termini. Poco ad ovest del punto culminante si trova una anticima arrotondata e prativa, di pochi metri più bassa della vera cima.
Costituito da calcari di origine sedimentaria, caratteristica geologica tipica delle Alpi Liguri, il Monte Antoroto è visibile da Ormea, posta ai piedi del versante meridionale, e da Valdinferno, frazione di Garessio.

## Accesso alla vetta

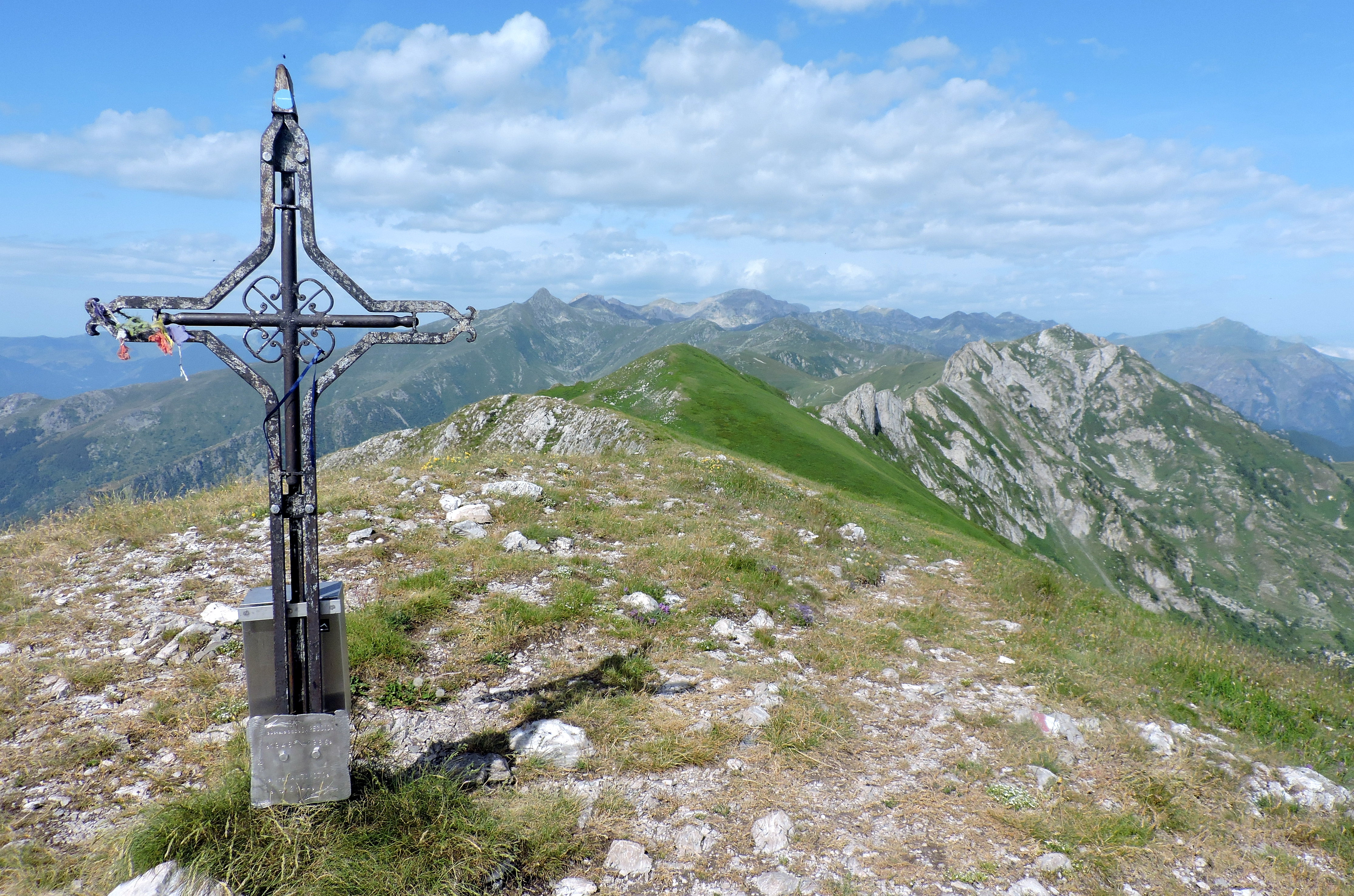
La croce di vetta

Si può raggiungere la cima del monte Antoroto partendo dalla Borgata Cascine (Ormea), raggiungibile tramite strada asfaltata che parte dalla piazza principale di Ormea in direzione Villaro, da Cascine si diramano quindi una strada sterrata che conduce al Colle dei Termini in direzione Val Corsaglia, e un sentiero segnalato dal CAI che in un paio d'ore conduce alla vetta, passando per la Rocca degli Uccelli.
Un'altra via d'accesso parte dalla frazione Albra di Ormea, in direzione Pian Cavallo e Monte Antoroto poi.
La vetta è raggiungibile anche da Valcasotto (Pamparato), seguendo un sentiero segnato che supera un dislivello di circa 1.200 m. Poco più breve è la salita da Valdinferno, una frazione di Garessio.
La vetta rappresenta un interessante punto panoramico: mentre verso est appaiono le Langhe, non essendovi alcuna cima più alta frapposta, a sud il panorama è dominato dalla catena Armetta-Galero; se l'atmosfera è sufficientemente tersa, lo sguardo può facilmente sorvolare lo spartiacque che sostanzialmente segue il confine tra Piemonte e Liguria e giungere fino al mar Mediterraneo e al Golfo di Genova. Dall'Antoroto sono inoltre visibili Ormea, alla base del suo versante meridionale, e ad oriente l'aguzzo Pizzo d'Ormea e il tozzo Mongioie; verso settentrione nessun ostacolo impedisce di volare con lo sguardo dalla Val Casotto fin oltre la pianura piemontese, comprendendo in un sol colpo d'occhio tutte le cime dal Monviso al Monte Rosa e oltre, fin verso le Alpi Centrali e Orientali.

## Punti d'appoggio
- Rifugio Angelo Manolino[7]

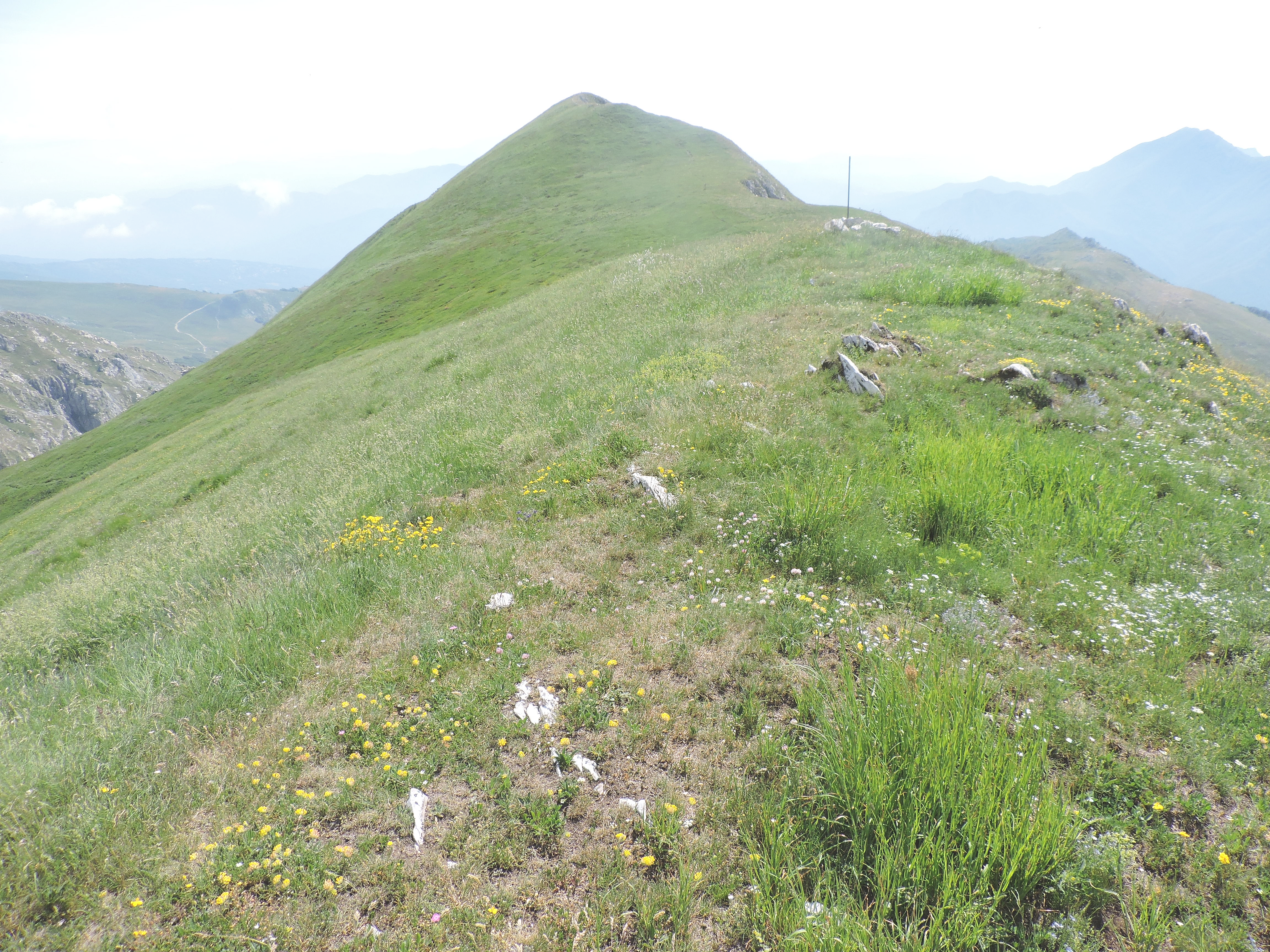
Vista dall'anticima occidentale

- Rifugio Savona, a monte di Valdinferno.[8]

## Tutela naturalistica
Il monte Antoroto fa parte di un SIC (Sito di Interesse Comunitario) anch'esso denominato Monte Antoroto (cod. IT1160035), le cui misure specifiche di conservazione sono state approvate dalla Regione Piemonte nel 2016.

### Cartografia
- Cartografia ufficiale italiana in scala 1:25.000 e 1:100.000, Istituto Geografico Militare.
- Carta dei sentieri e stradale scala 1:25.000 n. 22 Mondovì Val Ellero Val Maudagna Val Corsaglia Val Casotto, Ciriè, Fraternali editore.
- Carta in scala 1:50.000 n. 8 Alpi Marittime e Liguri, Torino, Istituto Geografico Centrale.